# Cabeza del Caballo
Cabeza del Caballo es un municipio y localidad española de la provincia de Salamanca, en la comunidad autónoma de Castilla y León. Se integra dentro de la comarca de Vitigudino y la subcomarca de La Ramajería. Pertenece al partido judicial de Vitigudino.
Su término municipal está formado por las localidades de Cabeza del Caballo y Fuentes de Masueco, ocupa una superficie total de 36,71 km² y según los datos demográficos recogidos en el padrón municipal elaborado por el INE en el año 2017, cuenta con 316.

## Geografía
Por el término municipal pasa el río de las Uces, el cual da agua al conocido Pozo de los Humos, que es una cascada de unos 50 m de altura, situado entre las localidades vecinas de Pereña y Masueco.
Cabeza del Caballo se encuentra situada en el noroeste salmantino. Dista 90 km de Salamanca. 
Se integra dentro de la comarca de La Ramajería. Pertenece a la Mancomunidad Centro Duero y al partido judicial de Vitigudino.
En su término municipal están integradas las localidades de Cabeza del Caballo y Fuentes de Masueco.
Parte de su término municipal se encuentra dentro del parque natural de Arribes del Duero, un espacio protegido de gran atractivo turístico.
| Noroeste: La Zarza de Pumareda | Norte: Fuentes de Masueco | Noreste: La Peña          |
| Oeste: Cerezal de Peñahorcada  |                           | Este: Villar de Samaniego |
| Suroeste: El Milano            | Sur: El Milano            | Sureste: Valsalabroso     |

### Naturaleza

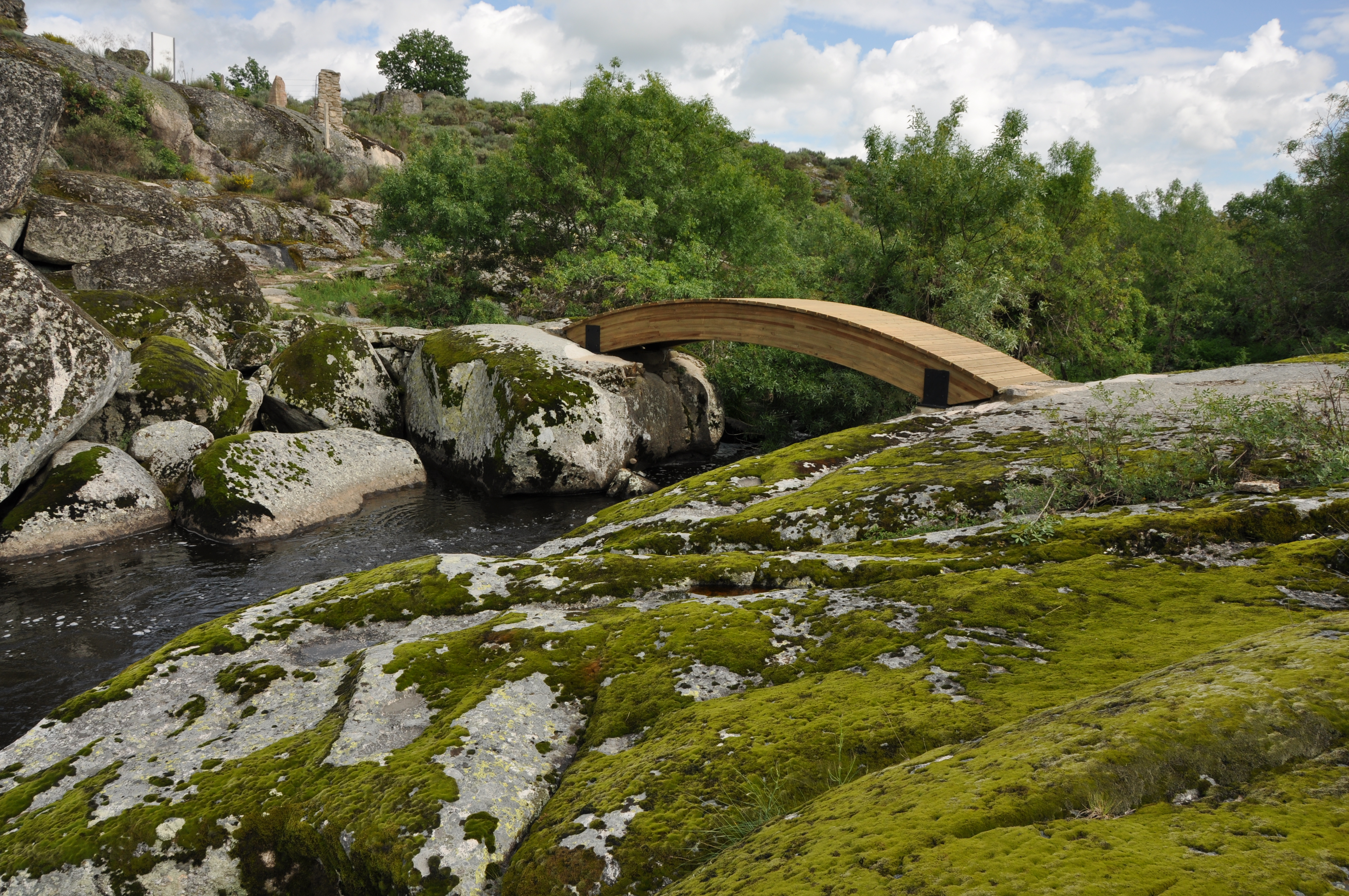
Puente Palo

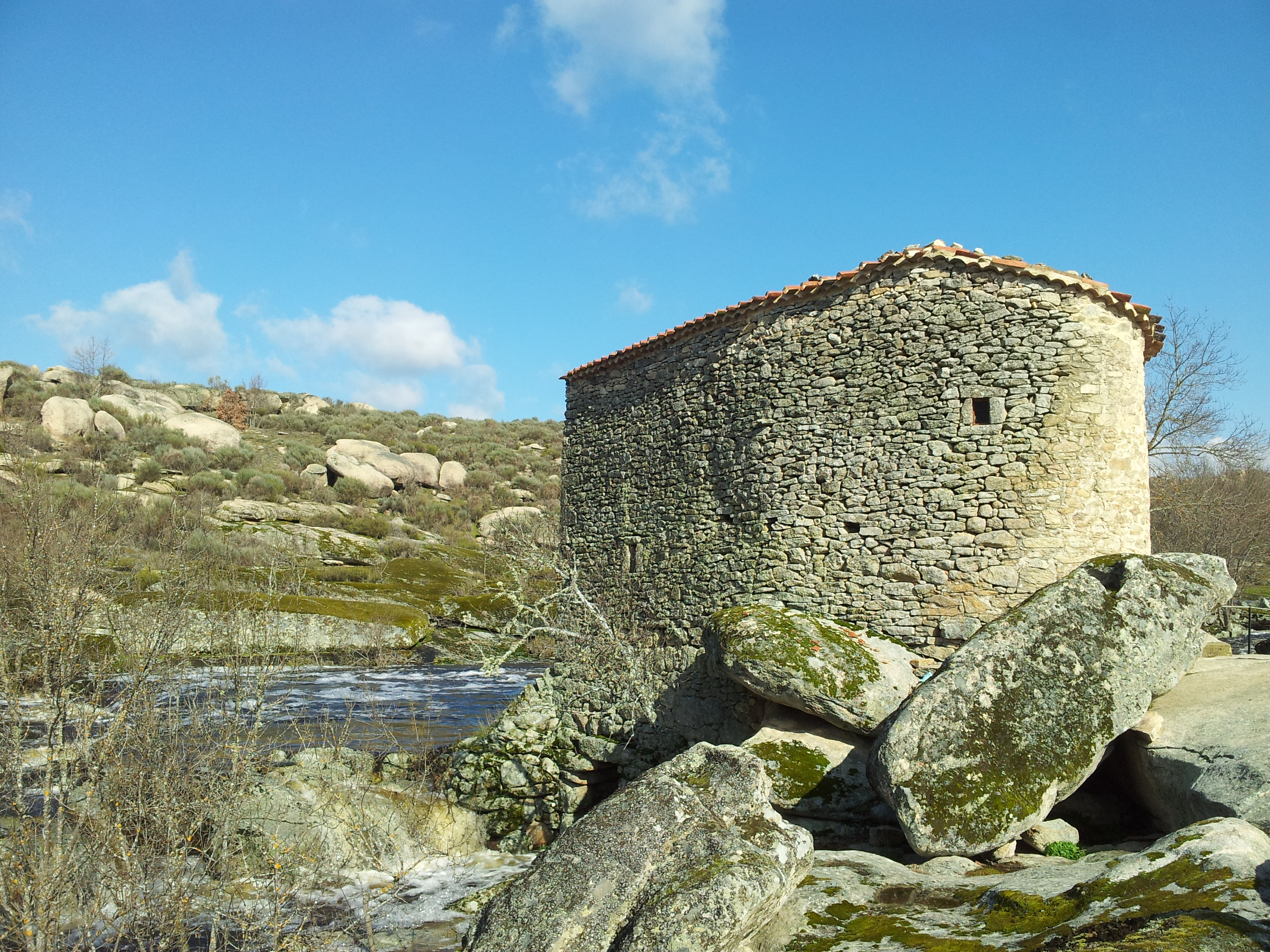
Molino de Lucas

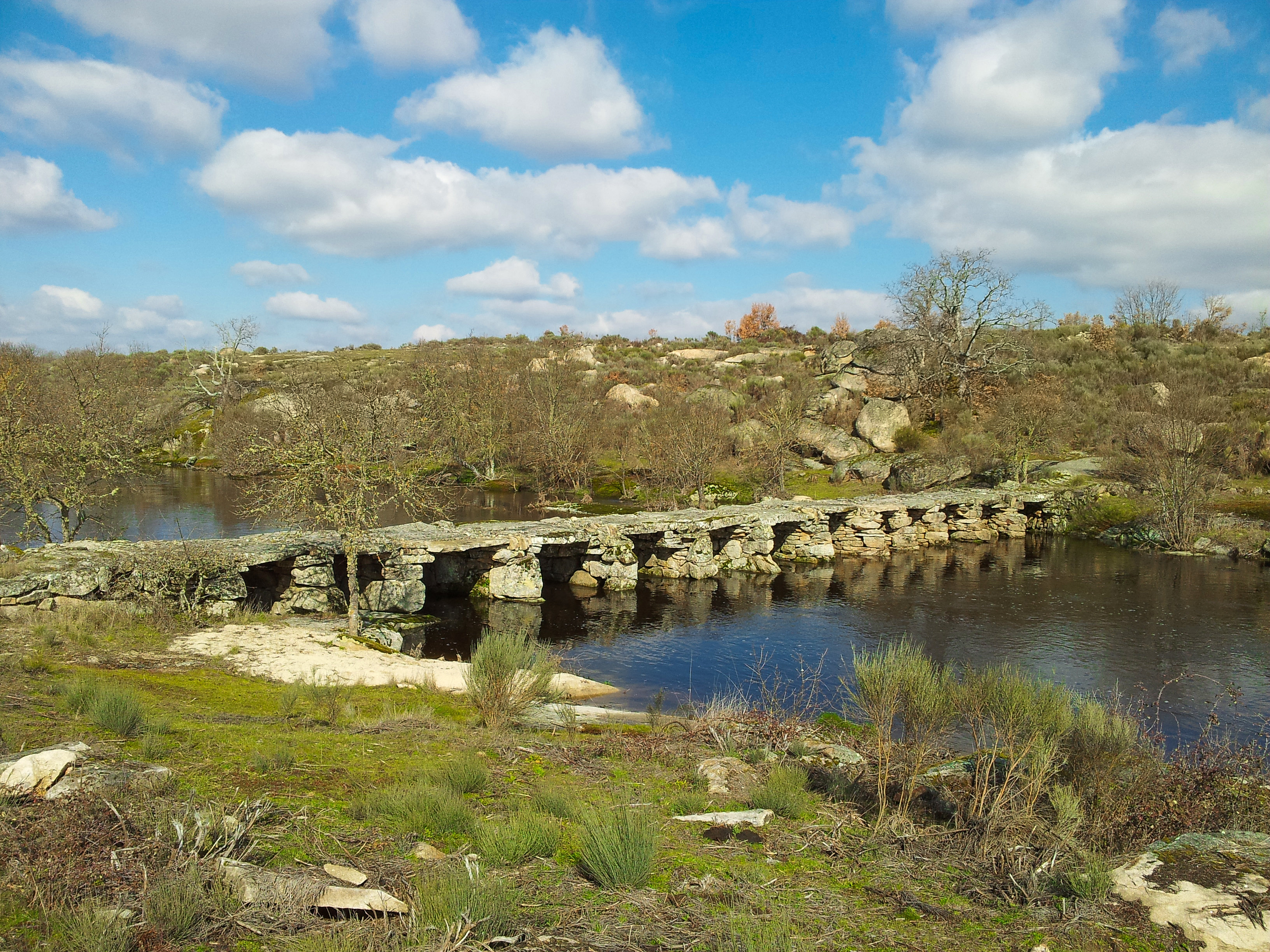
Puente Piedra

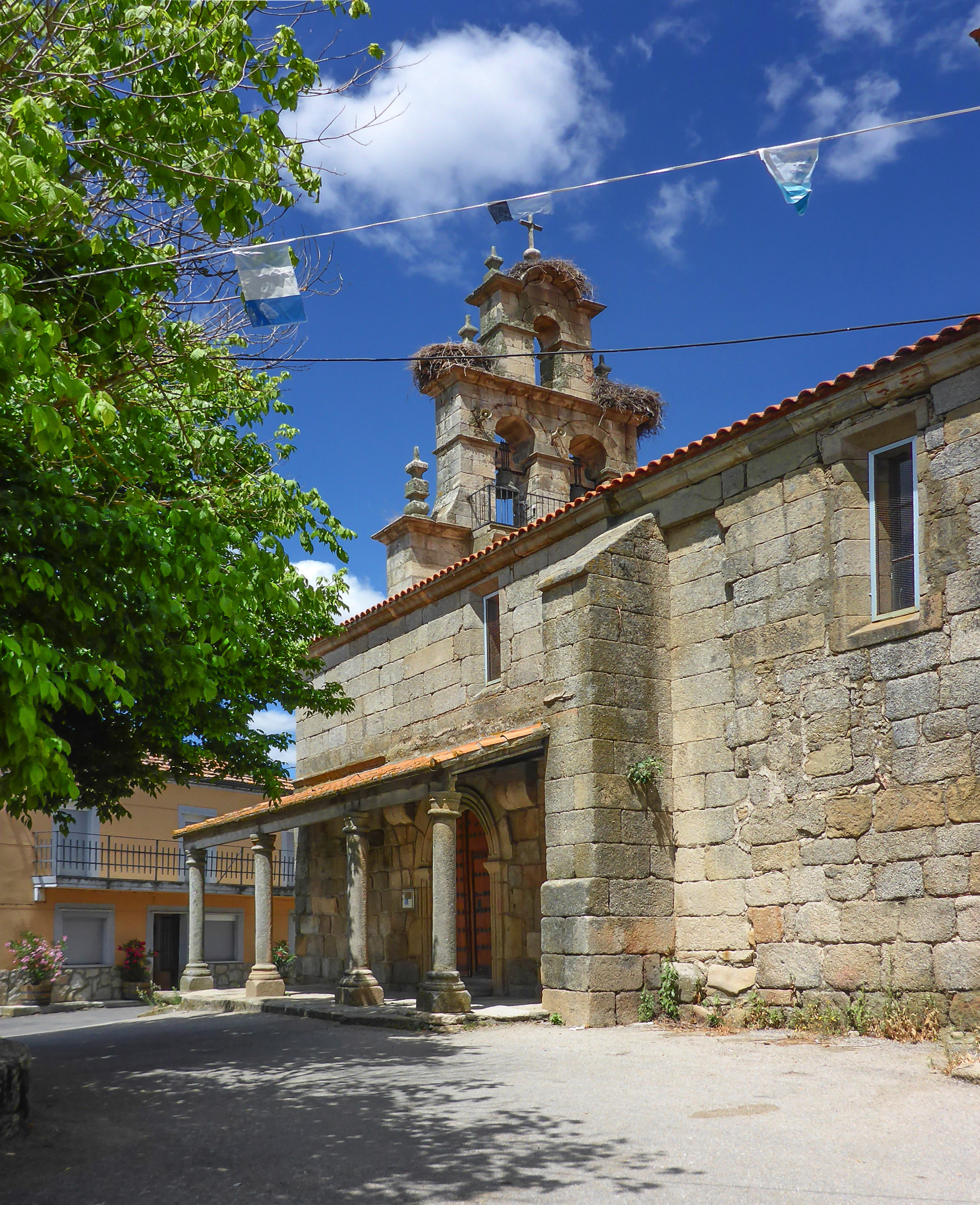
Iglesia de Santa María Magdalena

El pueblo posee muchos cursos fluviales poblados por peces como la tenca, muy apreciada por los pescadores, que aprovechan su tiempo de ocio para pescar.

## Símbolos

### Escudo
El escudo heráldico que representa al municipio fue aprobado el 8 de noviembre de 2008 con el siguiente blasón:

«Escudo terciado en barra. 1.º En campo de gules, cabeza de caballo de plata. 2.º En campo de azur, barra ondeada de azur. fileteada de plata. 3.º En campo de oro, roble arrancado de sinople. Al timbre corona real cerrada»
Boletín Oficial de Castilla y León nº 50 de 13 de marzo de 2009

### Bandera
La bandera municipal fue aprobada también el 8 de noviembre de 2008 con la siguiente descripción textual:

«Rectangular de proporciones 2:3, formada por dos franjas verticales iguales, siendo roja con cabeza de caballo blanco la del asta y blanca con siete franjas ondadas iguales, cuatro blancas y tres azules la del batiente»
Boletín Oficial de Castilla y León nº 50 de 13 de marzo de 2009

## Historia
La fundación de Cabeza del Caballo se remonta a la Edad Media, obedeciendo a las repoblaciones efectuadas por los reyes leoneses en la Alta Edad Media, quedando encuadrado dentro del Alfoz de Ledesma tras su creación por el rey Fernando II de León en el siglo XII.
Con la formación de las actuales provincias en 1833, Cabeza del Caballo quedó integrado en la provincia de Salamanca, dentro de la región Leonesa, pasando a formar parte del partido judicial de Vitigudino en 1844.

## Demografía
Cabeza del Caballo cuenta con una población de 237 habitantes (INE 2024).
| Gráfica de evolución demográfica de Cabeza del Caballo entre 1842 y 2021 |
| |
| Población de derecho según los censos de población del INE Población de hecho según los censos de población del INEEntre el censo de 1857 y el anterior, crece el término del municipio porque incorpora a 375020 (Fuentes del Masueco) |

Según el Instituto Nacional de Estadística, Cabeza del Caballo tenía, a 1 de enero de 2021, una población total de 257 habitantes, 141 eran hombres y 116 mujeres, con 212 en Cabeza del Caballo y 45 en Fuentes de Masueco. Respecto al año 2000, el censo reflejaba 482 habitantes, 251 eran hombres y 231 mujeres, con 379 en Cabeza del Caballo y 103 en Fuentes de Masueco. Por lo tanto, la pérdida de población en el municipio para el periodo 2000-2021 ha sido de 225 habitantes, de los cuales 167 en Cabeza del Caballo y 58 en Fuentes de Masueco, un 47 % de descenso.

## Economía
Su economía está basada fundamentalmente en la ganadería y agricultura.

## Cultura
Las fiestas mayores de la localidad se celebran el primer domingo de octubre y están dedicadas a la Virgen del Rosario. La devoción es muy grande y las protagonistas son las madrinas.
El juego tradicional es el tiro al palancón, que es una barra grande de hierro usada para picar las piedras, de peso considerable, que hay que lanzar de parado de tal forma que haga y pequeño giro en el aire y caiga de punta.

## Monumentos y lugares de interés
- Iglesia parroquial de Santa María Magdalena, donde se venera la imagen del santo patrón, San Pedro Apóstol.
- Puente Robleo. Entre los siglos XVII y XVIII, la vía que comunicaba las localidades de Mieza, Cabeza del Caballo, Vitigudino y Ledesma, seguramente llegaba hasta Salamanca y era de tal importancia que fue necesario construir un puente que salvara la angosta garganta del río de las Uces, entre los términos actuales de Cabeza del Caballo y La Zarza de Pumareda. Su construcción es totalmente de piedra de granito, bloques extraídos de la misma roca en la que se asienta y están perfectamente colocados y unidos entre sí que apenas se observa argamasa o mortero alguno, pues la única junta que existe es el contacto de la misma superficie de la piedra, conformando un todo impresionante de robustez, vigor y fuerza que asombra a quien la ve y se queda uno pequeño al mirarla de cerca.[13]
- Molino de Lucas. Recientemente restaurado se ha convertido en uno de los principales puntos para los visitantes. Para llegar a él hay que cruzar la Puente Palo, también nueva y que viene a recuperar las antiguas que el río se llevó en sus crecidas. La restauración ha sido total y es posible, cuando es abierto por alguna ocasión, ver moler grano en su maquinaria totalmente restaurada.
- Molino de David. Es otro más de los molinos que se utilizaban para moler el grano. El agua se desviaba hacia su maquinaria desde una pequeña presa a través de un canal excavado en la tierra.
- Puente Piedra. Un puente que permitía unir con El Milano. Está en buen estado de conservación y está hecho, como su nombre indica, de piedra con grandes lanchas de granito.
- Las Espundias. Lugar donde el río de las Uces oculta su cauce entre las rocas formando pequeñas cavernas subterráneas.

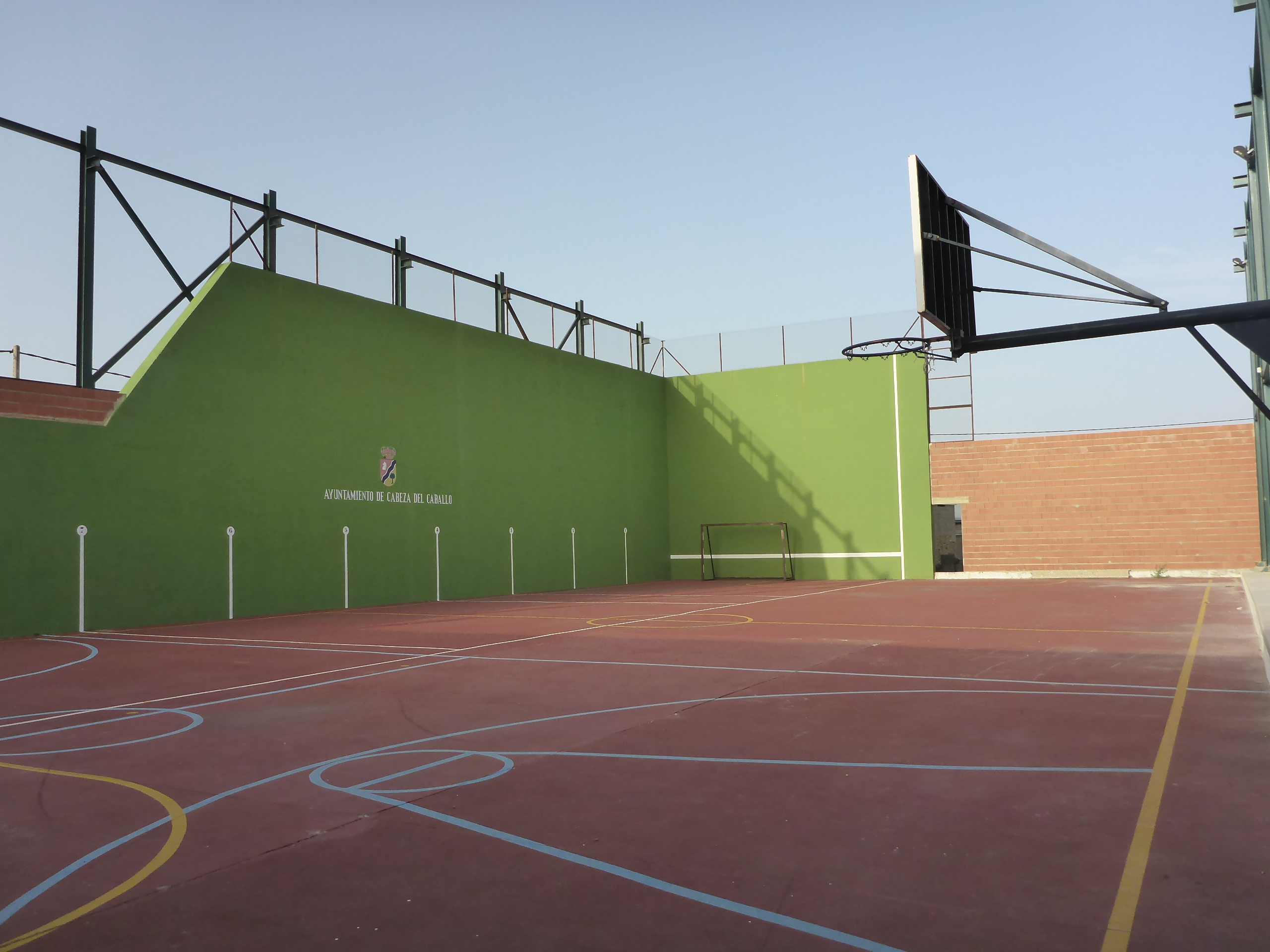
Frontón
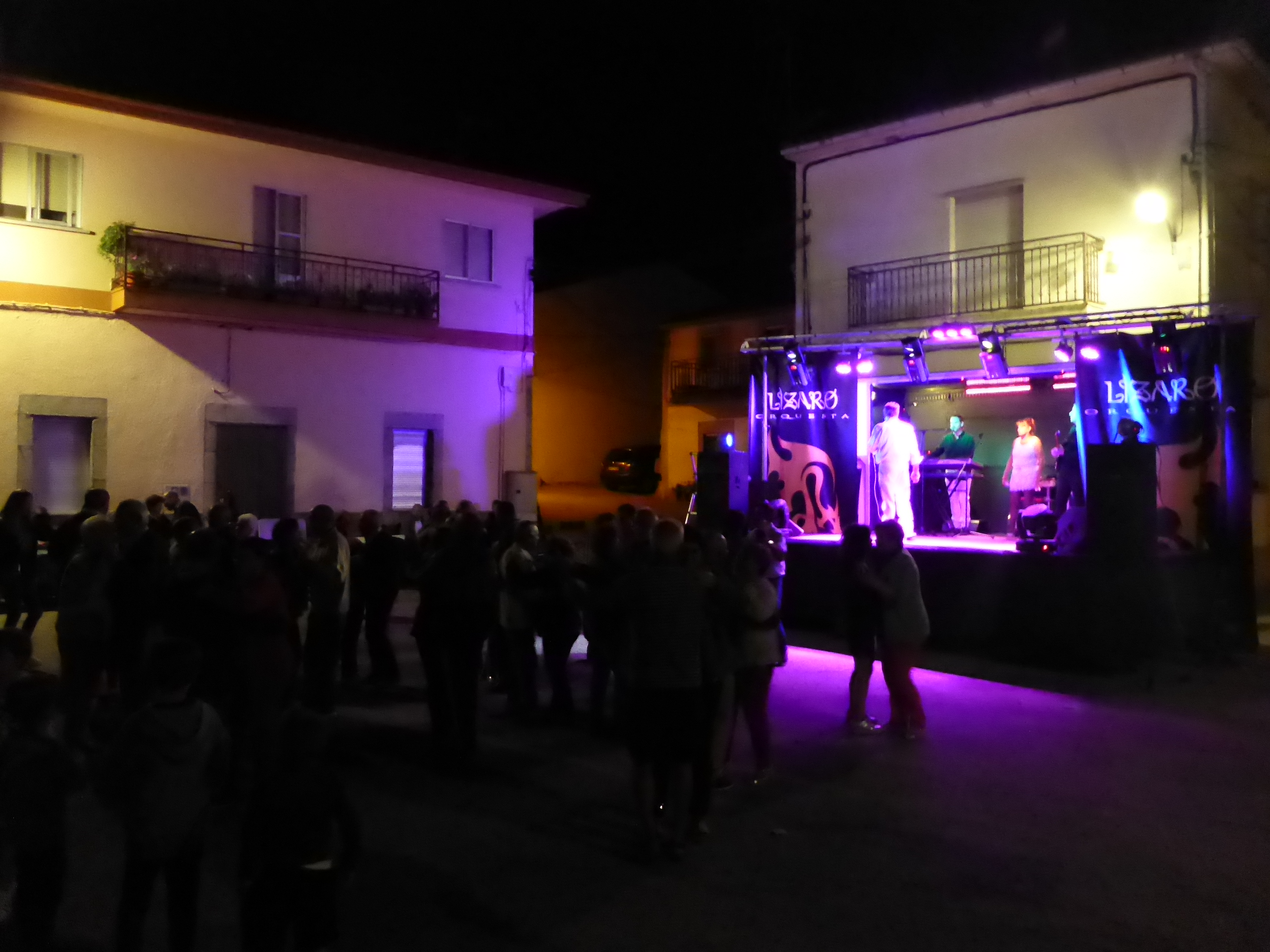
Fiestas
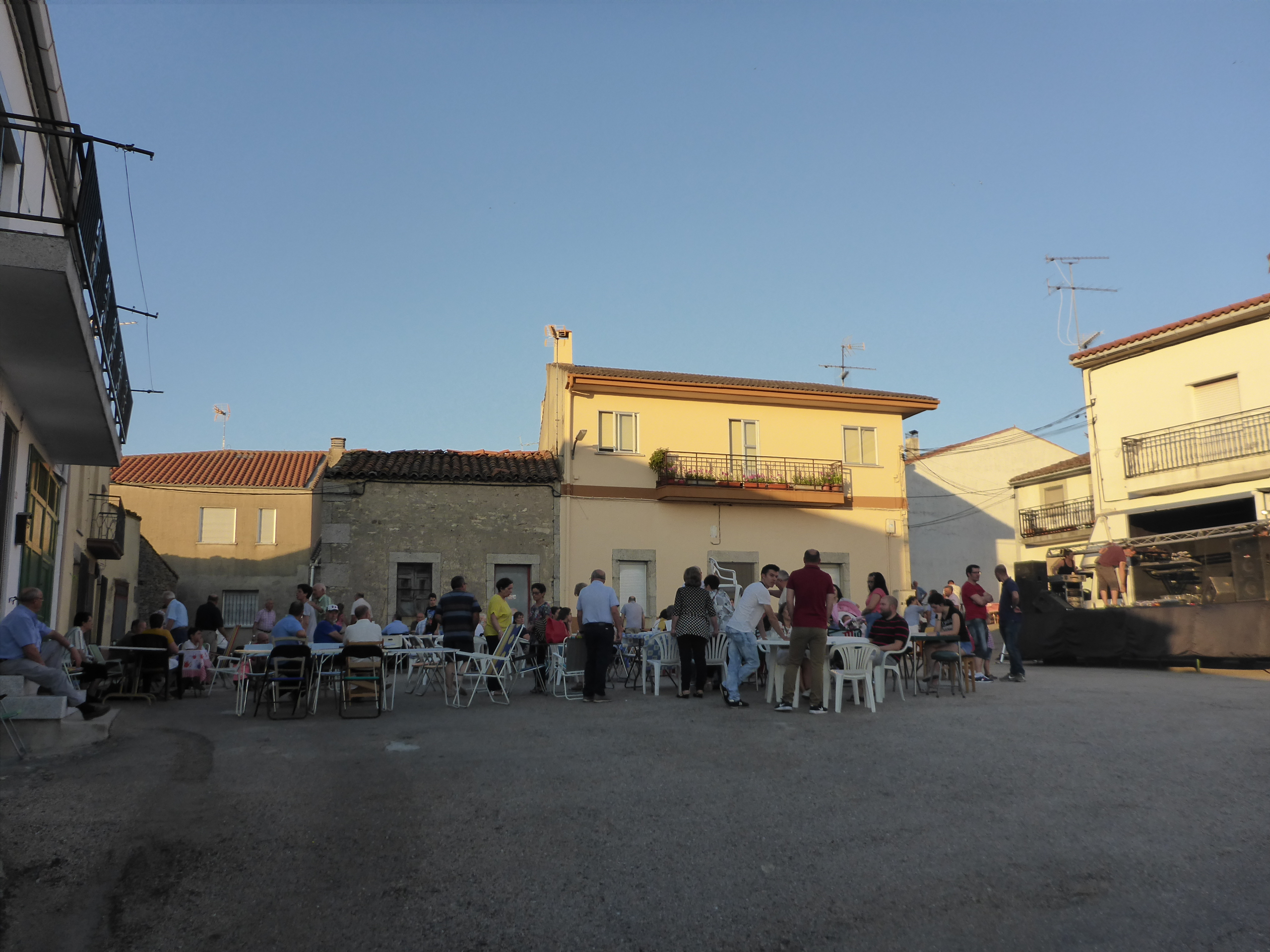
Plaza
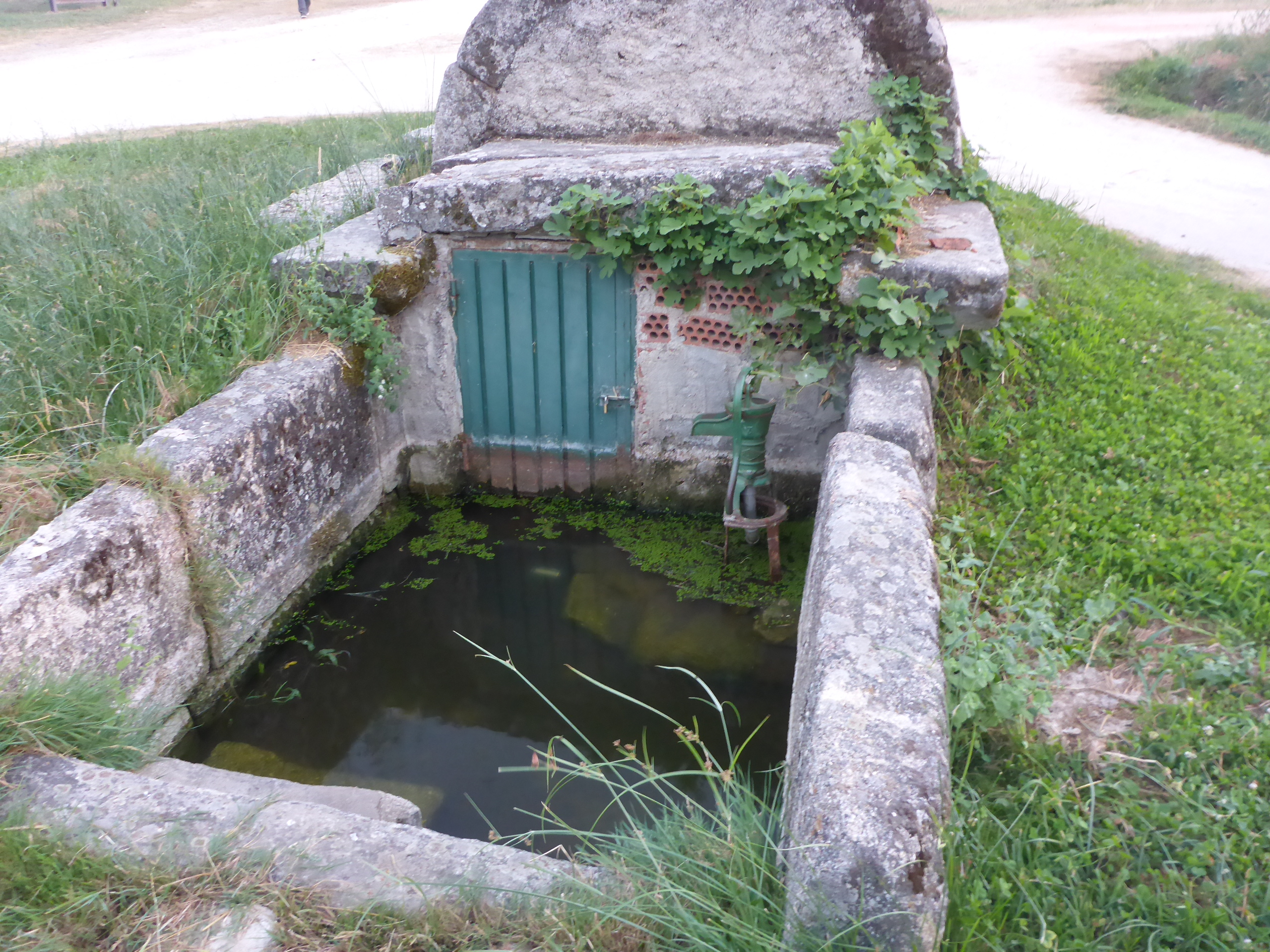
Fuente
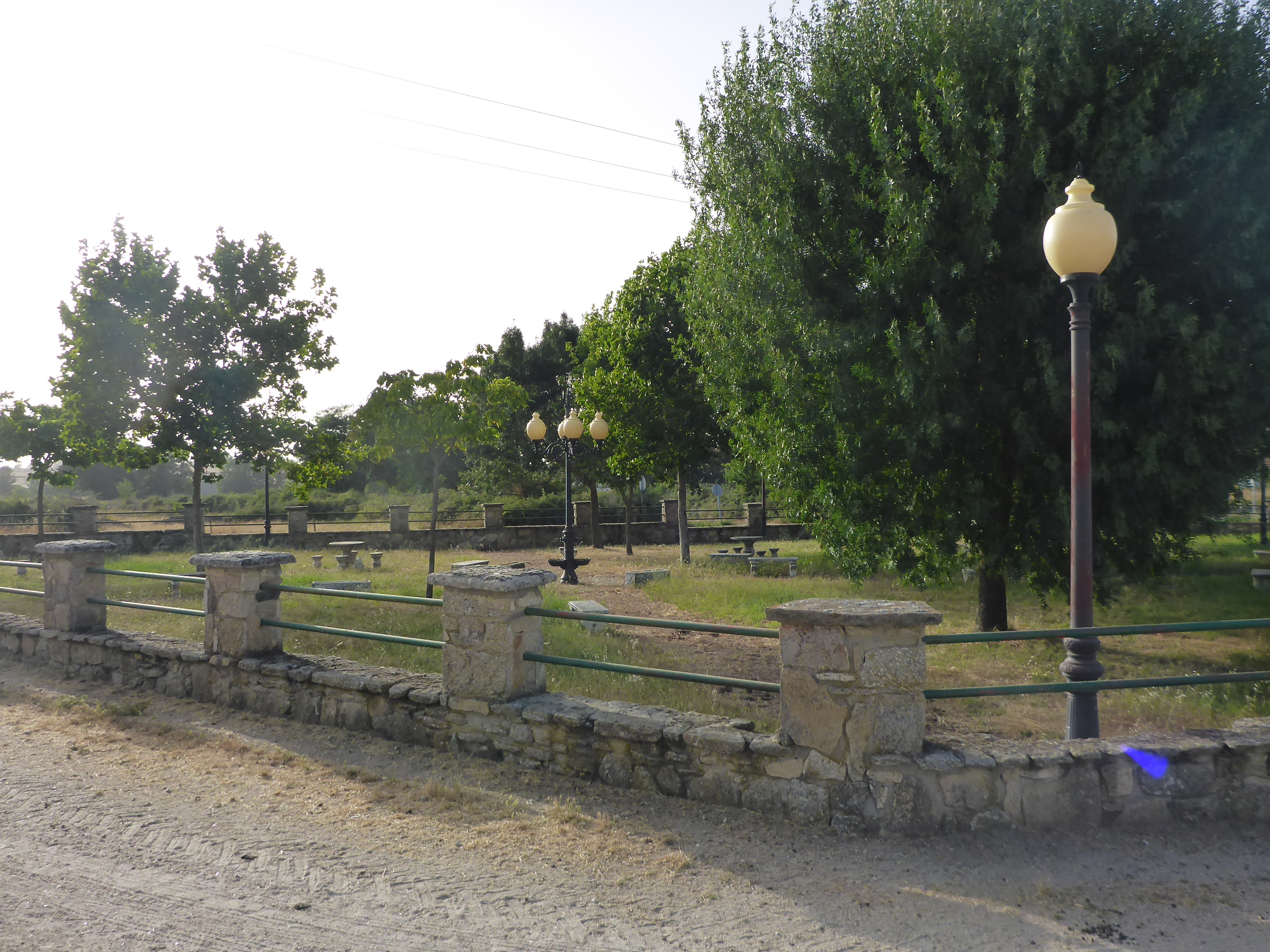
Parque
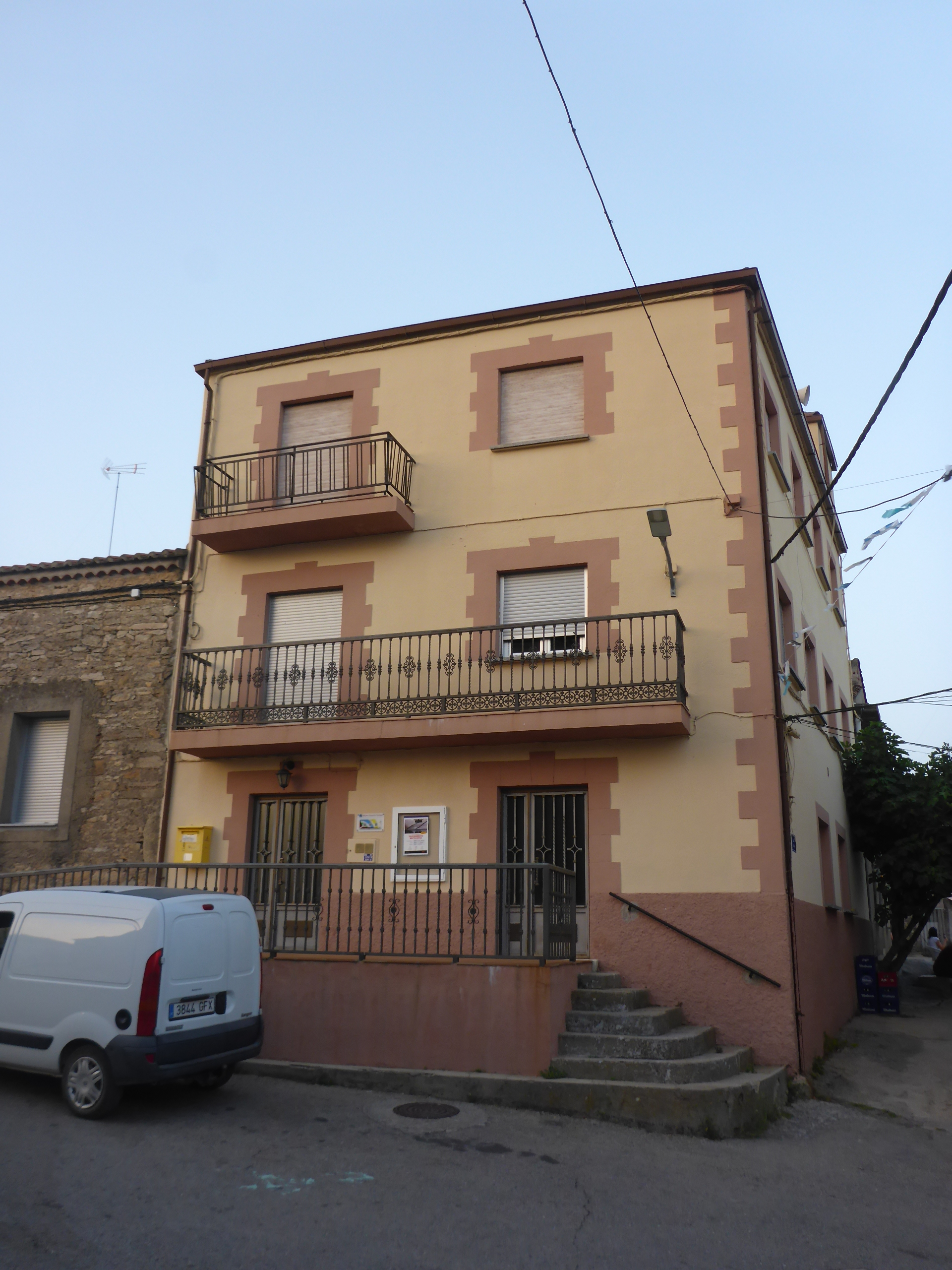
Ayuntamiento

## Administración y política

### Gobierno municipal
| Partido político                         | 2023  | 2023  | 2023       | 2019  | 2019  | 2019       | 2015  | 2015  | 2015       | 2011  | 2011  | 2011       | 2007  | 2007  | 2007       | 2003  | 2003  | 2003       |
| Partido político                         | %     | Votos | Concejales | %     | Votos | Concejales | %     | Votos | Concejales | %     | Votos | Concejales | %     | Votos | Concejales | %     | Votos | Concejales |
| Partido Popular (PP)                     | 61,41 | 113   | 5          | 38,60 | 83    | 3          | 65,60 | 143   | 5          | 76,27 | 225   | 6          | 64,86 | 203   | 5          | 77,46 | 275   | 6          |
| Unión del Pueblo Leonés (UPL)            | 14,13 | 26    | 0          | —     | —     | —          | —     | —     | —          | —     | —     | —          | —     | —     | —          | —     | —     | —          |
| Partido Socialista Obrero Español (PSOE) | 4,89  | 9     | 0          | 26,98 | 58    | 2          | 33,03 | 72    | 2          | 22,37 | 66    | 1          | 34,19 | 107   | 2          | 21,13 | 75    | 1          |
| Salamanca Sí                             | 2,16  | 4     | 0          | —     | —     | —          | —     | —     | —          | —     | —     | —          | —     | —     | —          | —     | —     | —          |
| Ciudadanos (CS)                          | —     | —     | —          | 34,42 | 74    | 2          | —     | —     | —          | —     | —     | —          | —     | —     | —          | —     | —     | —          |

El alcalde de Cabeza del Caballo no recibe ningún tipo de prestación económica por su trabajo al frente del ayuntamiento (2017).

### Elecciones autonómicas
| Partido político                         | 2019  | 2019  | 2015  | 2015  | 2011  | 2011 | 2007  | 2007 | 2003  | 2003 | 1999  | 1999 | 1991  | 1991 | 1987  | 1987 | 1983  | 1983 |
| Partido político                         | Votos | %     | Votos | %     | Votos | %    | Votos | %    | Votos | %    | Votos | %    | Votos | %    | Votos | %    | Votos | %    |
| Partido Popular (PP)                     | 96    | 45,50 | 144   | 65,75 | —     | —    | —     | —    | —     | —    | —     | —    | —     | —    | —     | —    | —     | —    |
| Partido Socialista Obrero Español (PSOE) | 56    | 26,54 | 56    | 25,57 | —     | —    | —     | —    | —     | —    | —     | —    | —     | —    | —     | —    | —     | —    |
| Ciudadanos (Cs)                          | 46    | 21,80 | 10    | 4,57  | —     | —    | —     | —    | —     | —    | —     | —    | —     | —    | —     | —    | —     | —    |
| Vox                                      | 7     | 3,32  | 0     | 0,00  | —     | —    | —     | —    | —     | —    | —     | —    | —     | —    | —     | —    | —     | —    |
| Podemos                                  | 5     | 2,37  | 4     | 1,83  | —     | —    | —     | —    | —     | —    | —     | —    | —     | —    | —     | —    | —     | —    |
| Izquierda Unida-Equo (IU-EQUO)           | 0     | 0,00  | 2     | 0,91  | —     | —    | —     | —    | —     | —    | —     | —    | —     | —    | —     | —    | —     | —    |
| Unión Progreso y Democracia (UPyD)       | —     | —     | 2     | 0,91  | —     | —    | —     | —    | —     | —    | —     | —    | —     | —    | —     | —    | —     | —    |